# Aracuã-de-ventre-ruivo
Chachalaca-de-crisso-ruivo ou aracuã-de-ventre-ruivo (Ortalis ruficauda) é um cracídeo encontrado na Venezuela, Colômbia e Trinidad e Tobago.